# Professional Snooker Simulator
Professional Snooker Simulator, inizialmente Tournament Snooker, è un videogioco di snooker, una specialità del biliardo, pubblicato a partire dal 1985/1986 per gli home computer Amstrad CPC, Commodore 64, Memotech MTX, MSX, Tatung Einstein e ZX Spectrum.
Fu pubblicato prima come Tournament Snooker per Tatung Einstein dalla Hard Software (anche sviluppatrice) e per Amstrad CPC, Memotech MTX, MSX e ZX Spectrum dalla Magnificent 7 Software; poi dal 1987 la Codemasters lo pubblicò con il più noto titolo Professional Snooker Simulator, scritto anche Pro Snooker o Pro Snooker Simulator, per Amstrad CPC, MSX, ZX Spectrum e in una nuova versione per Commodore 64.